# Лізюков Олександр Ілліч
Лізюко́в Олекса́ндр Іллі́ч (рос. Лизюков Александр Ильич; нар. 13 (26) березня 1900 — пом. 25 липня 1942) — радянський військовик, генерал-майор (10.01.1942). Герой Радянського Союзу (05.08.1941).

## Біографія
Народився 13 (26) березня 1900 року в місті Гомель (Білорусь) в родині учителя. Росіянин. Закінчив 6 класів гімназії. Член РКП(б) з 1919 року.

### Громадянська війна в Росії
В лавах РСЧА з квітня 1919 року. У тому ж році закінчив Смоленські артилерійські курси червоних командирів.
Учасник громадянської війни в Росії: з жовтня 1919 року — командир взводу артдивізіону 58-ї стрілецької дивізії 12-ї армії Південно-Західного фронту; з червня 1920 року — помічник командира й командир батареї 7-ї стрілецької дивізії; з вересня 1920 — начальник артилерії броневих сил 12-ї армії, начальник артилерії та замісник командира бронепотяга № 56 «Комунар». Брав участь у боях проти Добровольчої армії А. І. Денікіна, проти військ армії УНР та білополяків на Південно-Західному фронті. Згодом брав участь у придушенні селянських повстань на Київщині та Тамбовщині.

### Міжвоєнний період
З вересня 1921 року — на навчанні. У 1923 році закінчив Вищу військову автомобільно-бронетанкову школу в Петрограді.
З жовтня 1923 року — командир бронемайданчика бронепотяга № 12, з грудня 1923 року — заступник командира бронепотягів № 164 та № 24 5-ї Червонопрапорної армії на Далекому Сході (Благовіщенськ, Ніколаєвськ-на-Амурі). З серпня 1924 року — знову на навчанні.
У 1927 році закінчив Військову академію імені М. В. Фрунзе й направлений на викладацьку роботу.
З січня 1933 року — командир 3-го окремого танкового батальйону танкової бригади імені К. Б. Калиновського в Московському ВО.
З червня 1934 року — командир і комісар окремого навчального важкого танкового полку окремої важкої танкової бригади імені С. М. Кірова в Ленінградському ВО.
У 1935 році в складі радянської військової делегації перебував на військових маневрах у Франції.
З березня 1936 року — командир 6-ї окремої танкової бригади імені С. М. Кірова.
8 лютого 1938 року заарештований органами НКВС за звинуваченнями у плануванні терористичного акту проти керівників СРСР, передбачених ст.58-16, 58-8 і 58-9 КК РРФСР. Провів у заточенні 22 місяці, з яких 17 — в одиночній камері, піддавався тортурам. Під час розгляду справи Військовим трибуналом Ленінградського ВО 3 грудня 1939 року повністю виправданий.
У лютому 1940 року відновлений в лавах РСЧА та направлений на викладацьку роботу до Військової академії механізації і моторизації РСЧА імені Й. В. Сталіна.
У березні 1941 року призначений заступником командира 36-ї танкової дивізії 17-го механізованого корпусу Західного ОВО.
Наказом наркома оборони СРСР від 21 червня 1941 року полковник О. І. Лізюков призначений начальником 1-го відділу автобронетанкового управління Західного ОВО.

### Німецько-радянська війна
Початок німецько-радянської війни зустрів у Москві. 23 червня виїхав на фронт і 26 червня 1941 року прибув до білоруського міста Борисов, де був призначений начальником штабу оборони міста. Перебував на цій посаді до 8 липня 1941 року.
У липні 1941 року призначений командиром зведеної групи радянських військ по обороні Соловйовської переправи на Смоленщині, яка забезпечувала бойові дії військ 16-ї та 20-ї армій Західного фронту.
Наприкінці серпня 1941 року призначений командиром 1-ї Московської мотострілецької дивізії 16-ї армії, яка за стійкість і героїзм в оборонних боях на річці Вопь поблизу міста Ярцево була перетворена в 1-шу гвардійську мотострілецьку дивізію. Дизізія під командуванням О. І. Лізюкова відзначилась у боях під Наро-Фомінськом при обороні Москви.
У грудні 1941 року призначається командиром 2-го гвардійського стрілецького корпусу Північно-Західного фронту. Дивізії корпуса брали участь в Дем'янській наступальній операції.
З квітня 1942 року — командир 2-го танкового корпусу Брянського фронту.
З червня 1942 року — командувач 5-ї танкової армії Брянського фронту. Після невдалих бойових дій в ході Воронезько-Ворошиловградської операції, 15 липня 1942 року 5-та танкова армія була розформована, а генерал-майор О. І. Лізюков призначений командиром 2-го танкового корпусу.

### Останній бій
25 липня 1942 року генерал-майор О. І. Лізюков пішов у бій в складі екіпажу танку КВ. Під час штурму ворожих окопів поблизу селе Ведмеже Семилукського району Воронезької області танк, в якому перебував О. І. Лізюков був підбитий. При евакуації з машини був убитий автоматною чергою.
Похований у братській могилі № 344 на території неповної середньої школи села Ведмеже. За іншими даними, похований в братській могилі поблизу церкви села Леб'яже
. У травні 2009 року перепохований на Алеї Слави в Воронежі.

## Нагороди
Указом Президії Верховної Ради СРСР від 5 серпня 1941 року за вміле управління військами та виявлені при цьому рішучість і мужність полковник Лізюков Олександр Ілліч удостоєний звання Героя Радянського Союзу з врученням ордена Леніна й медалі «Золота Зірка» (№ 531).
Нагороджений двома орденами Леніна і медаллю «XX років РСЧА»

## Родина
Старший брат — Євген Ілліч Лізюков (1899—1944) — організатор і керівник партизанського руху на території Мінської області.
Молодший брат — Петро Ілліч Лізюков (1909—1945) — полковник, командир 46-ї Ленінградської винищувальної протитанкової артилерійської бригади, Герой Радянського Союзу.